# Chirurdzy (seria 10)
Dziesiąty sezon amerykańskiego serialu medycznego Grey's Anatomy: Chirurdzy. Premiera w StanachZjednoczonych rozczęła się 26 września 2013 na antenie ABC. Sezon wyprodukowany przez ABC Studios we współpracy z Shondaland oraz The Mark Gordon Company. Jest to ostatni sezon, w którym pojawia się Sandra Oh.

## Obsada

### Główna
- Ellen Pompeo jako Meredith Grey
- Sandra Oh jako Cristina Yang
- Justin Chambers jako Alex Karev
- Chandra Wilson jako Miranda Bailey
- James Pickens Jr. jako Richard Webber
- Sara Ramírez jako Callie Torres
- Kevin McKidd jako Owen Hunt
- Jessica Capshaw jako Arizona Robbins
- Sarah Drew jako April Kepner
- Jesse Williams jako Jackson Avery
- Patrick Dempsey jako Derek Shepherd
- Camilla Luddington jako Jo Wilson[1].
- Gaius Charles jako Shane Ross
- Jerrika Hinton jako Stephanie Edwards
- Tessa Ferrer jako Leah Murphy

### Drugoplanowa
- Tina Majorino jako Heather Brooks[2]

### Gościnnie
- James Remar[3] jako ojciec Alexa Kareva
- Paul James[4]

## Odcinki
| Nr | #  | Tytuł                                                   | Polski tytuł                | Reżyseria       | Scenariusz              | Premiera (ABC)       | Premiera w Polsce (Fox Life) |
| --- | -- | ------------------------------------------------------- | --------------------------- | --------------- | ----------------------- | -------------------- | ---------------------------- |
| 197 | 1  | Seal Our Fate                                           | Przypieczętujmy nasz los    | Rob Corn        | Joan Rater              | 26 września 2013     | 22 stycznia 2014             |
| Lekarze z Grey Sloan Memorial Hospital stają w obliczu zniszczeń spowodowanych burzą. Gigantyczna lawina w Seattle rani grupę ratowników oraz mieszkańców, powołując osłabioną Izbę Przyjęć do akcji. Tymczasem Meredith staje w obliczu trudnych decyzji, które będą mieć wpływ na życie ukochanej osoby, Callie jest wstrząśnięta realną zdradą Arizony, a życie Richarda jest w wielkim niebezpieczeństwie. |    |                                                         |                             |                 |                         |                      |                              |
| 198 | 2  | I Want You With Me                                      | Chcę Cię mieć przy sobie    | Chandra Wilson  | Debora Cahn             | 26 września 2013     | 22 stycznia 2014             |
| Trwa walka, aby uratować zniszczenia spowodowane burzą, Callie podejmuje odważna decyzje dotyczącą jej związku, a lekarze spotykają się po otrzymaniu druzgocącej informacji. |    |                                                         |                             |                 |                         |                      |                              |
| 199 | 3  | Everybody's Crying Mercy                                | Błaganie o litość           | Tony Phelan     | Tia Napolitano          | 3 października 2013  | 29 stycznia 2014             |
| Meredith i Derek przyzwyczajają się do noworodka w domu, ale mają trudności w trzymaniu się z dala od szpitala. Nadal pomieszkuje u nich Torres. Arizona podejmuje pewne kroki, aby uratować swoje małżeństwo. Owen ściera się z Jacksonem nad kwestiami finansowymi szpitala, Hunt w końcu odwołuje wiele ważnych dla chirurgów operacji. Tymczasem April z niepokojem czeka na wyniki swojego egzaminu, w końcu po 48 godzinach dowiaduje się, że zdała. Cristina pomimo tego,iż Owen chce aby do siebie wrócili, cały czas trwa w przekonaniu, że ich drogi się rozeszły. Richard ma pretensje do Meredith, że jako osoba, która mogła decydować o jego dalszym leczeniu, podjęła błędną decyzję. |    |                                                         |                             |                 |                         |                      |                              |
| 200 | 4  | Puttin' on the Ritz                                     | Wielka gala                 | Rob Corn        | Austin Guzman           | 10 października 2013 | 29 stycznia 2014             |
| Lekarze z Grey Sloan Memorial Hospital starają się pozyskać fundusze na gali, która okazuje się dziką konkurencją, podczas niej Jackson składa nieprzemyślane obietnice. Po powrocie do szpitala cierpliwość Bailey zostaje wystawiona na próbę, ma ona do czynienia z kilkoma bardzo trudnymi pacjentami. Tymczasem Shane i Stephanie pracują na niezwykle zajętej Izbie Przyjęć. Alex wyjawia emocjonalny sekret Jo. |    |                                                         |                             |                 |                         |                      |                              |
| 201 | 5  | I Bet It Stung                                          | Musiało zaboleć             | Mark Jackson    | Jeannine Renshaw        | 17 października 2013 | 5 lutego 2014                |
| Meredith wraca do pracy, ale trudno jej pogodzić macierzyństwo z byciem chirurgiem. Stephanie stara się zrobić dobre wrażenie na mamie Jacksona, a Jo staje się zbyt zaangażowana w opiekę nad swoim pacjentem. Tymczasem Callie i Owen zajmują się emocjonalna sytuacją dotyczącą pacjenta. |    |                                                         |                             |                 |                         |                      |                              |
| 202 | 6  | Map of You                                              | Mapa Ciebie                 | David Greenspan | William Harper          | 24 października 2013 | 5 lutego 2014                |
| Callie i Derek współpracują w ramach projektu mapowania mózgu. Meredith zastanawia się nad kontynuacja badań jej matki. Poczucie winy Shane’a ustępuje. |    |                                                         |                             |                 |                         |                      |                              |
| 203 | 7  | Thriller                                                | Dreszczowiec                | Cherie Nowlan   | Gabriel Llanas          | 31 października 2013 | 12 lutego 2014               |
| Trwa Halloween i lekarze z Grey Sloan Memorial walczą z lawina upiornych pacjentów, co wpływa na ich własne plany i stawia dobre samopoczucie jednego z lekarzy w niebezpieczeństwie. Tymczasem Derek współpracuje z Benem nad nowa technika chirurgiczną. Richard złości się na Bailey, gdy ta nie zgadza się, aby rezydent drugiego roku wykonał jego następny zabieg. |    |                                                         |                             |                 |                         |                      |                              |
| 204 | 8  | Two Against One                                         | Dwóch na jednego            | Kevin McKidd    | Meg Marinis             | 7 listopada 2013     | 19 lutego 2014               |
| Spór między Cristiną i Meredith osiąga temperaturę wrzenia, kiedy jedna z nich ostatecznie zdradza drugą w szpitalu. Derek mówi Jacksonowi, że musi odejść i pozwolić innym lekarzom pracować nad swoimi pacjentami. April i Mathhew podejmują ważną decyzję dotyczącą swojego związku, a Bailey ma trudności związane z powrotem Bena. |    |                                                         |                             |                 |                         |                      |                              |
| 205 | 9  | Sorry Seems to be the Hardest Word                      | Najtrudniej przeprosić      | Jeannor Szwar   | Stacy McKee             | 14 listopada 2013    | 26 lutego 2014               |
| Callie ma do czynienia z nadużyciami ze strony jej wspierającego ojca, wizyt i tajnych akcji. Na jaw wychodzą ostatnie szczegóły dotyczące małżeństwa Callie i Arizony. |    |                                                         |                             |                 |                         |                      |                              |
| 206 | 10 | Somebody That I Used to Know                            | Znajomy sprzed lat          | Debbie Allen    | Deborah Cahn            | 21 listopada 2013    | 5 marca 2014                 |
| Ben martwi się, że swobodna rozmowa z Derekiem może wywołać potencjalne problemy z Bailey. Cristina zamienia Shane w chwili, gdy napięcie z Meredith rośnie. Zbliżający się ślub April wprowadza niekomfortową sytuację pomiędzy Jacksona i Stephanie. Meredith planuje Święto Dziękczynienia w swoim domu. |    |                                                         |                             |                 |                         |                      |                              |
| 207 | 11 | Man on the Moon                                         | Człowiek na księżycu        | Bobby Roth      | Elizabeth J.B. Klaviter | 5 grudnia 2013       | 12 marca 2014                |
| Siostra April przyjeżdża, żeby pomóc jej z przygotowaniami do ślubu i szybko udzielają się jej nerwy. Matthew i Jackson są zmuszeni pracować ze sobą, kiedy stają się świadkami strasznego wypadku. Callie i Arizona ciężko pracują, żeby odbudować swój związek. Cristina jest zmuszona żyć ze strumieniem nadchodzących operacji. Tymczasem znajoma twarz wraca do szpitala. |    |                                                         |                             |                 |                         |                      |                              |
| 208 | 12 | Get up, Stand Up                                        | Wstań i postaw się          | Tony Phelan     | William Harper          | 12 grudnia 2013      | 19 marca 2014                |
| W dniu ślubu April lekarze z Grey Sloan Memorial Hospital zajęci są własnymi dramatami. Cristina I Meredith nadal kłócą się o swoje badania i kariery. Bailey jest przekonana o czystości uczuć swoich i Bena, związanych z jego powrotem do Seattle. Tymczasem Shane stawia się w bardzo ryzykownej sytuacji, a Derek dostaje telefon, który zmieni jego życie.Jackson Avery w trakcie ślubu Kepner wyznaje jej miłość. |    |                                                         |                             |                 |                         |                      |                              |
| 209 | 13 | Take it Back                                            | Odbierz co swoje            | Rob Corn        | Austin Guzman           | 27 lutego 2014       | 26 marca 2014                |
| Lekarze mierzą się z konsekwencjami wydarzeń, które miały miejsce na ślubie April. Alex dowiaduje się o krytycznej sytuacji ojca i reaguje na nią. Callie i Arizona podejmują decyzje dotyczącą ich związku. |    |                                                         |                             |                 |                         |                      |                              |
| 210 | 14 | You’ve Got to Hide Your Love Away                       | Musisz ukryć swoją miłość   | Ron Underwood   | Tia Napolitano          | 6 marca 2014         | 2 kwietnia 2014              |
| Po anonimowych skargach, szpital wdraża zasadę dotyczącą zakazu łączenia się w pary pracowników szpitala, wprowadza ona panikę wśród lekarzy. Tymczasem Emma i Owen rozmawiają o swojej przyszłości. Meredith i Cristina cieszą się kilkoma chwilami spędzonymi w dziewczyńskim gronie, a Richard werbuje rezydentów do pomocy przy bardzo rzadkim przypadku nowotworu. Alex kłóci się z Joe na oczach całego szpitala. |    |                                                         |                             |                 |                         |                      |                              |
| 211 | 15 | Throwing it All Away                                    | Odrzuć wszystko             | Chris Hayde     | William Harper          | 13 marca 2014        | 9 kwietnia 2014              |
| Arizona ma zły dzień, który staje się jeszcze gorszy, kiedy zaczyna doradzać Callie przy pacjencie, u którego przewidywana jest podwójna amputacja. Derek wraca do pracy w wyniku obietnicy danej mu przez Callie. Joe i Stephanie odnajdują porzucone dziecko na zewnątrz szpitala. Tymczasem lekarze muszą się uporać ze skutkami zakazu łączenia się w pary pracowników szpitala, spotkaniem z HR oraz zawieszeniem jednego z lekarzy. |    |                                                         |                             |                 |                         |                      |                              |
| 212 | 16 | We Gotta Get Out Of This Place                          | Musimy się stąd wyrwać      | Susan Vaill     | Jeannine Renshaw        | 20 marca 2014        | 16 kwietnia 2014             |
| W dzień urodzin Richarda, Bailey zaprasza go do asystowania w najważniejszym przypadku w jej życiu. Meredith zatrudnia asystenta, który ma jej pomóc w badaniach nad żyłą wrotną. Wzgardzona Callie szokuje Dereka. Tymczasem Shane pomaga w szukaniu pacjentów do badania klinicznego Cristiny i spotyka przyszłą młodą mamę Keke Palmer, która potrzebuje jego pomocy. |    |                                                         |                             |                 |                         |                      |                              |
| 213 | 17 | Do You Know?                                            | Czy wiesz?                  | Chandra Wilson  | Stacy McKee             | 27 marca 2014        | 23 kwietnia 2014             |
| Cristina wyobraża sobie dwie zupełnie różne drogi swojego życia, które mogą się następująco potoczyć w zależności od podjętej przez nią jednej decyzji. Tymczasem jeden z pacjentów szpitala decyduje czy dalej żyć. |    |                                                         |                             |                 |                         |                      |                              |
| 214 | 18 | You Be Illin                                            | Chorzy na głowę             | Nicole Cummins  | Zoanne Clack            | 3 kwietnia 2014      | 30 kwietnia 2014             |
| Szpital zostaje zalany falą pacjentów zarażonych grypą, która przechodzi również na lekarzy, zaczynają chorować jeden za drugim. Derek musi zwalczyć chorobę, gdyż przygotowuje się do wygłoszenia przemówienia na temat mapowania mózgu. Rezydenci zbierają zakłady kto zachoruje pierwszy. Tymczasem nowy lekarz przedstawia Alexowi alternatywną formę praktyki lekarskiej. |    |                                                         |                             |                 |                         |                      |                              |
| 215 | 19 | I'm Winning                                             | Wygrywam                    | Kevin McKidd    | Joan Rater              | 10 kwietnia 2014     | 7 maja 2014                  |
| Cristina nie daje ponieść się emocjom po tym, jak zostaje nominowana do nagrody Harpera Avery’ego; Alex myśli o wprowadzeniu zmian; Callie i Derek pracują z komputerem, który rozpoznaje emocje. Bailey wciąż zajmuje się chłopcem, który cierpi na brak odporności. Tymczasem Richard opowiada rezydentom o ekscytującym projekcie, który odbywa się wokół szpitala. |    |                                                         |                             |                 |                         |                      |                              |
| 216 | 20 | Go It Alone                                             | Zawdzięczam to sobie        | Mark Jackson    | Lauren Barnett          | 17 kwietnia 2014     | 7 maja 2014                  |
| Cristina wspólnie z Meredith pracuje nad mową, którą wygłosi w razie zdobycia nagrody Harpera Averyego, Owen również chce jej towarzyszyć na gali, ale ona odmawia i podejmuje decyzje, że pójdzie sama. Tymczasem Derek czuje się przytłoczony obowiązkami w szpitalu i w domu. April i Jackson próbują dojść do porozumienia w sprawie dzieci i religii, w której będą je wychowywać. Callie i Arizona próbują ponownie połączyć się w małżeństwie. |    |                                                         |                             |                 |                         |                      |                              |
| 217 | 21 | Change of Heart                                         | Zmiany                      | Rob Greenlea    | Meg Marinis             | 24 kwietnia 2014     | 14 maja 2014                 |
| Jackson musi się zmierzyć z trudnym zadaniem i przekazać lekarzom bardzo rozczarowującą wiadomość. Tymczasem siostra Dereka Amelia wpada z niezapowiedzianą wizytą. Richard robi Catherine niespodziankę i odwiedza ją w Bostonie. Bailey jest sfrustrowana powolnym tempem rozwoju swoich badań i podejmuje ryzykowną decyzję. |    |                                                         |                             |                 |                         |                      |                              |
| 218 | 22 | We Are Never Getting Back Together                      | Nigdy do siebie nie wrócimy | Rob Corn        | Joan Rater              | 1 maja 2014          | 14 maja 2014                 |
| Cristina prosi Meredith o radę, dotyczącą jej przyszłości w szpitalu. Derek i Amelia współpracują ze sobą podczas trudnej operacji bliźniąt syjamskich. Tymczasem Jo jest bardzo rozproszona podczas pracy nad kilkoma pacjentami jednocześnie. Stephanie uświadamia sobie prawdę o pacjencie Bailey - chłopcu w bańce. |    |                                                         |                             |                 |                         |                      |                              |
| 219 | 23 | Everything I Try to Do, Nothing Seems to Turn Out Right | Nic mi nie wychodzi         | Bill D’Elia     | Austin Guzman           | 8 maja 2014          | 21 maja 2014                 |
| Pod nieobecność Dereka, Meredith spędza czas z Amelią i dowiaduje się o jej prawdziwych odczuciach o czasie spędzonym w Seattle. Bailey musi poradzić sobie z konsekwencjami swoich działań, zaś Callie otrzymuje druzgocącą wiadomość. Rezydenci wpadają w panikę po tym, gdy dowiadują się, że ktoś z nich zostanie zwolniony. |    |                                                         |                             |                 |                         |                      |                              |
| 220 | 24 | Fear (of the Unknown)                                   | Lęk przed nieznanym         | Bill D’Elia     | Austin Guzman           | 15 maja 2014         | 21 maja 2014                 |
| Lekarze z Grey Sloan Memorial Hospital muszą pożegnać się z ukochaną Cristiną Yang. Ewentualny akt terroryzmu wstrząsa Seattle i powoduje chaos w szpitalu. Meredith podejmuje decyzję, która zmieni jej życie, a jeden z lekarzy otrzymuje szokującą wiadomość. |    |                                                         |                             |                 |                         |                      |                              |